# Stenarctia griseipennis
Stenarctia griseipennis là một loài bướm đêm thuộc phân họ Arctiinae, họ Erebidae.